# Macquarie (bateau)
Pour les articles homonymes, voir Macquarie.

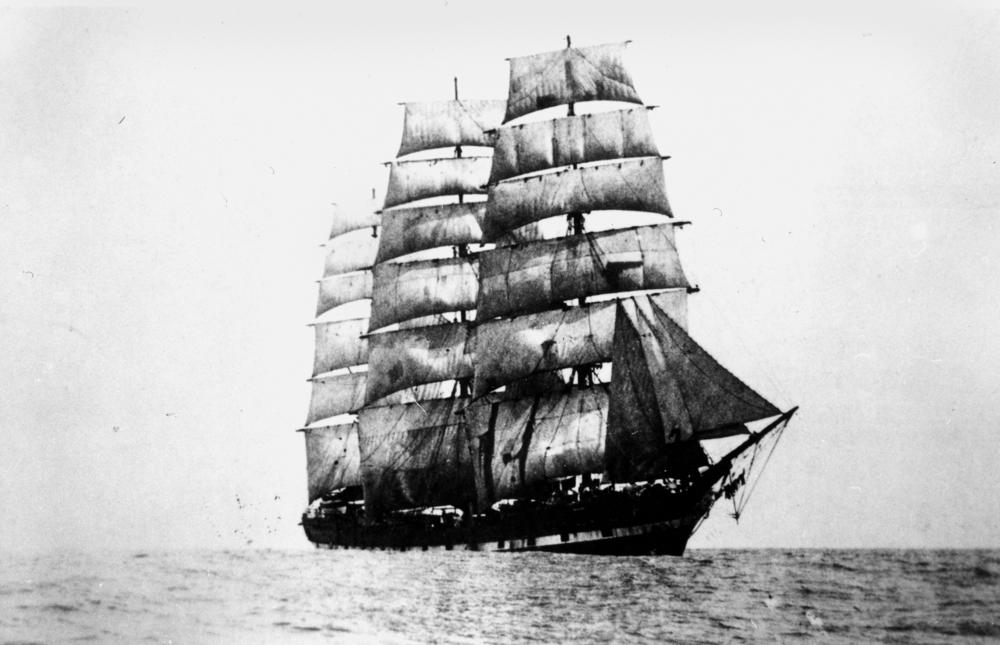
Le Macquarie sous voiles.

Le Macquarie était un bateau de la marine marchande britannique, construit en 1875 par et pour la compagnie londonienne R. & H. Green's Blackwall Line ; il effectuait la liaison entre l'Europe et l'Australie jusqu'à la Première Guerre mondiale. Il doit son nom à Lachlan Macquarie (1762-1824), officier colonial de la couronne britannique en Australie, mais il n'est baptisé ainsi qu'en 1888, ayant été lancé sous le nom de Melbourne. 
Construit en métal, ce bateau de 1975 tonneaux était l'un des derniers trois-mâts carré, mode de propulsion dépassé à une époque où la vapeur était déjà largement utilisée dans les transports. Relativement bien documenté par le carnet de bord des membres d'équipage, quelques photographies et peintures en sont même parvenues jusqu'à nous. Entre 1875 et 1904, il effectuait régulièrement l'aller-retour en moins de cent jours. Son parcours habituel le faisait démarrer de Londres, chargé de charbon, et revenir avec de la laine australienne.
Vendu en 1904 à un armateur norvégien, il est rebaptisé Fortuna, avant d'être à nouveau vendu en Australie. Le bateau finit sa vie comme barge à charbon dans les docks de Melbourne, vers 1950.